# Call of Duty: Modern Warfare – Reflex
Call of Duty: Modern Warfare – Reflex (oryg. tytuł Call of Duty: Modern Warfare: Reflex Edition) – wersja Call of Duty 4: Modern Warfare wyprodukowana przez Treyarch i wydana przez Activision Blizzard 10 listopada 2009 roku na konsolę Wii.

## Rozrywka
Call of Duty: Modern Warfare – Reflex jest grą akcji z gatunku perspektywy pierwszej osoby. Gracz wciela się w różne postaci żołnierzy. Misje bojowe rozgrywane są w różnych miejscach świata.
W grze zawarto także tryb gry wieloosobowej.